# 다리엔작은귀땃쥐
다리엔작은귀땃쥐(Cryptotis merus)는 땃쥐과에 속하는 포유류의 일종이다. 콜롬비아와 파나마 다리엔 지역 사이의 경계선을 따라 산지에서만 알려져 있으며, 해발 1400에서 1500m 사이의 우림에서 발견된다. 육상 서식지에서 산다.